# Phrurolithus minimus
Espèce
Synonymes
- Phrurolithum parvulum Simon, 1864
- Macaria rufescens Simon, 1864 nec C. L. Koch, 1839
- Phrurolithus scalaris Bertkau, 1880
- Phrurolithus difficilis Wiehle, 1967

Phrurolithus minimus est une espèce d'araignées aranéomorphes de la famille des Phrurolithidae.

## Distribution
Cette espèce se rencontre en Europe.

## Description
Les mâles mesurent de 2,1 à 2,7 mm et les femelles de 2,4 à 3,3 mm.

## Publication originale
- C. L. Koch, 1839 : Die Arachniden. Nürnberg, Sechster Band, p. 1-156 (texte intégral).